# Wietzendorf
Wietzendorf település Németországban, azon belül Alsó-Szászország tartományban. Lakosainak száma 4188 fő (2023. december 31.). Wietzendorf Munster és Soltau községekkel határos.

## Népesség
A település népességének változása:
| Lakosok száma | 4128 | 4133 | 4162 | 4156 | 4169 | 4188 |
|               | 2016 | 2017 | 2019 | 2021 | 2022 | 2023 |